# 市民K
『市民K』（しみんK、英：Citizen_K）は、アレックス・ギブニーが脚本・監督を務めた、ロシアのオリガルヒであったミハイル・ホドルコフスキーに関する2019年のドキュメンタリー映画。ポスト・ソヴィエト・ロシア史の映画であるである。
ホドルコフスキー、アントン・ドレル、マリア・ローガン、アレクセイ・ナワリヌイ、タチアナ・リュソヴァ、レオニード・ネヴズリン、イーゴリ・マラシェンコ、デルク・ザウエルが出演する。
「市民K」はAmazonが出資した作品である。ヴェネツィア国際映画祭でワールドプレミア上映され、ヴェネツィア国際映画祭、トロント国際映画祭、BFIロンドン映画祭で公式上映作品に選出された。

批評家からは概ね好評を博した。2021年10月現在、Rotten Tomatoesでまとめられた59件のレビューのうち95％が肯定的で、平均スコアは7.7/10である。同サイトの批評家のコンセンサスは次のようになっている。
「市民K」は、ドキュメンタリー作家のアレックス・ギブニーがソビエト連邦後のロシアに照準を合わせ、夢中にさせる--そして不穏な--結果をもたらしている。
ギブニーは第72回アメリカ作家組合賞でドキュメンタリー脚本賞にノミネートされたが、自身の映画「The Inventor: Out for Blood in Silicon Valley」に賞を奪われた。